# Zunderkopf
Der Zunderkopf ist der zweite Gipfel im Archtalgrat, der das Archtal mit dem markanten Kistenkar nach Westen begrenzt. Darauf folgen Archtalwand und Archtalkopf, letzterer bereits im Hauptzug des Estergebirges. Der Gipfel ist als schwierige Bergtour unmarkiert von Eschenlohe aus zugänglich.

## Geographie
Der Zunderkopf ist einer von drei Gipfeln in der Umgebung von etwa 5 Kilometern, die diesen Namen tragen.
Er liegt oberhalb des Tales der Loisach im Norden mit dem Pfrühlmoos. Zusammen mit den oben genannten Gipfeln gehört er zu den Ausläufern des Estergebirges. In nächster Nähe zum Zundereck gelegen, befindet er sich im Gemeindegebiet von Eschenlohe im Landkreis Garmisch-Partenkirchen.